# Kasteel de Eiken

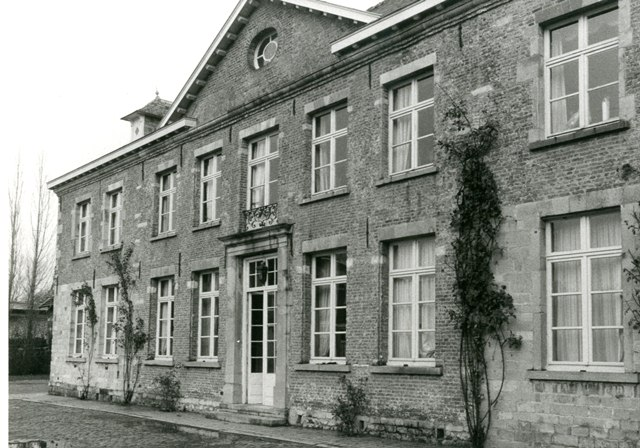
Kasteel de Eiken

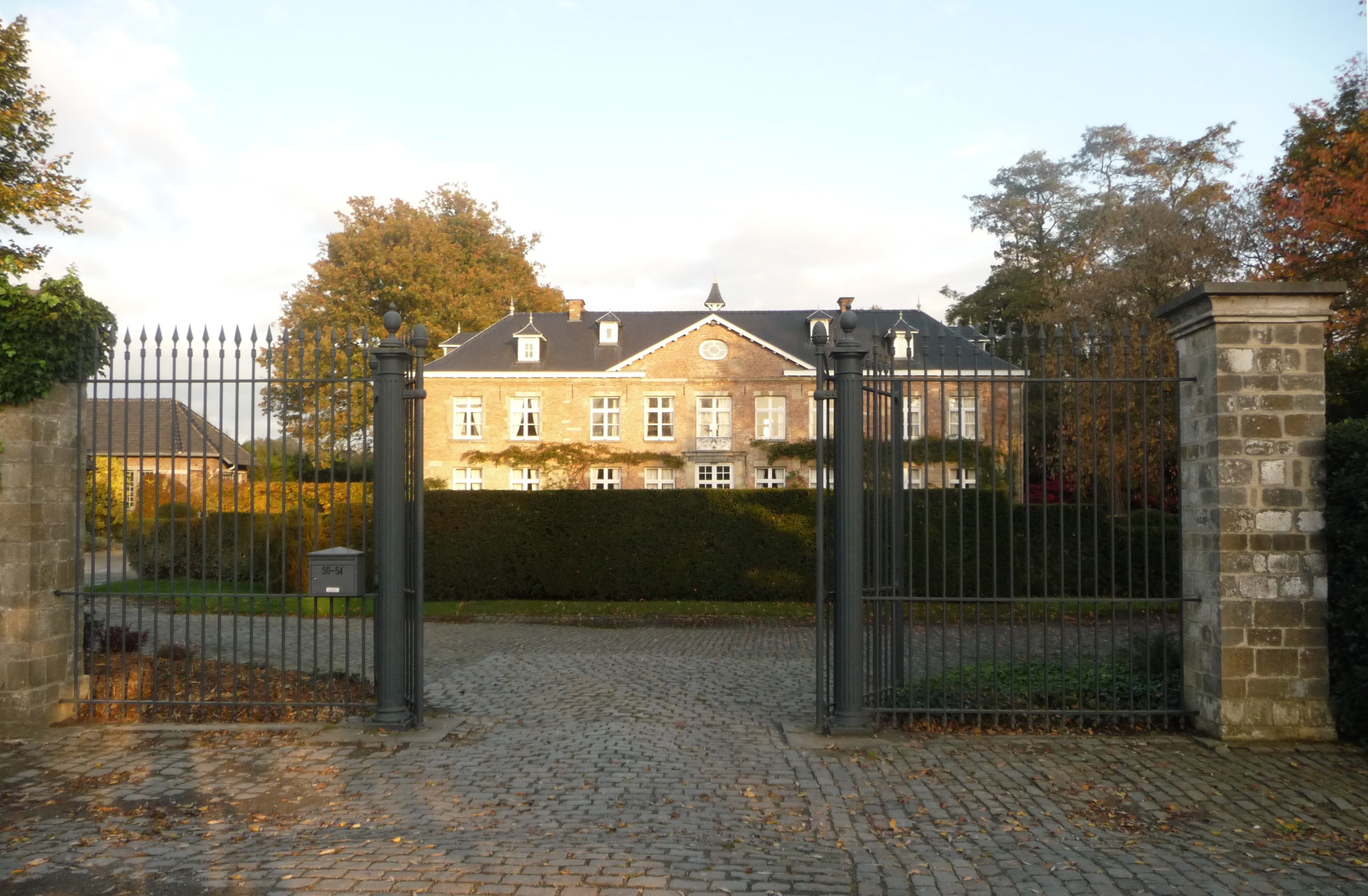

Het kasteel de Eiken of kasteel ter Eiken is een landhuis in de Voordestraat in het Vlaams-Brabantse dorp Humbeek (gemeente Grimbergen).
In de tweede helft van de 18e eeuw waren er op de site van het huidige kasteel nog twee afzonderlijke hofsteden, zoals men kan zien op de Ferrariskaarten (1771-1778). Op het einde van de 18e eeuw of begin 19e eeuw werden deze twee aparte gebouwen omgevormd tot een landhuis op een smalle rechthoekige plattegrond.
Het kasteel kende in de loop van de geschiedenis heel wat eigenaars die voornamelijk uit Brussel kwamen en zich niet in die mate in Humbeek hebben geïntegreerd dat ze er begraven werden, er hun kinderen lieten dopen of dat er huwelijken gesloten werden. Zij gebruikten het landgoed eerder als buitenverblijf.
In 1834 was een zekere Lampo, een rentenier uit Brussel eigenaar van het goed.
In 1901 werd Henri Lieutenant uit Sint-Gillis eigenaar. Hij verbouwde het kasteeltje met een torentje.
In 1956 kwam het goed in handen van ridder Manuel Gernaert (1911-1998) die getrouwd was met Marianne Thys (°1917), de zuster van Albert Thys. Gernaert liet het landhuis ontpleisteren, de toren verwijderen en breidde de haakse vleugel aan de achterzijde uit met twee traveeën.
Het kasteel is thans in privaat bezit, maar de tuin van 3 ha kan in het kader van Open Tuinen van België op afspraak bezocht worden. De zeer oude taxussen zijn de meest in het oog springende elementen in de tuin.